# 87式グレネードランチャー
87式グレネードランチャー（中国語: 87式自动榴弹发射器、略称：QLZ-87）は、中国の湖南資江機器廠と湖南省軽武器研究所が中心となって開発した個人携行式の自動擲弾発射器である。

## 概要
87式グレネードランチャーは、小規模歩兵部隊の直接火力支援用火器として使用するため、重量軽減を優先して設計された。
このため、本体に二脚や肩当てが付属するなど、軽機関銃か対物ライフルを連想させる外見を有している他、専用の三脚や車両に搭載することも可能である。特に二脚使用時には、兵士1人で携帯・射撃が可能である。
弾薬は、新規に設計された35mm グレネード弾を専用のドラムマガジン（装弾数は6・15発の2通り）に装填して使用する。弾頭は、対人攻撃用の榴弾と対軽装甲車両用の成形炸薬弾が用意されており、成形炸薬弾は最大で厚さ80mmの装甲板を貫通することが可能である他、半径10mの対人危害半径を有する。
現在は後継として131型狙撃榴弾発射器（en:Norinco LG5 / QLU-11）が採用されているが、一部の部隊では運用が継続されている他、RWSとして運用しているのも確認されている。

## 採用国

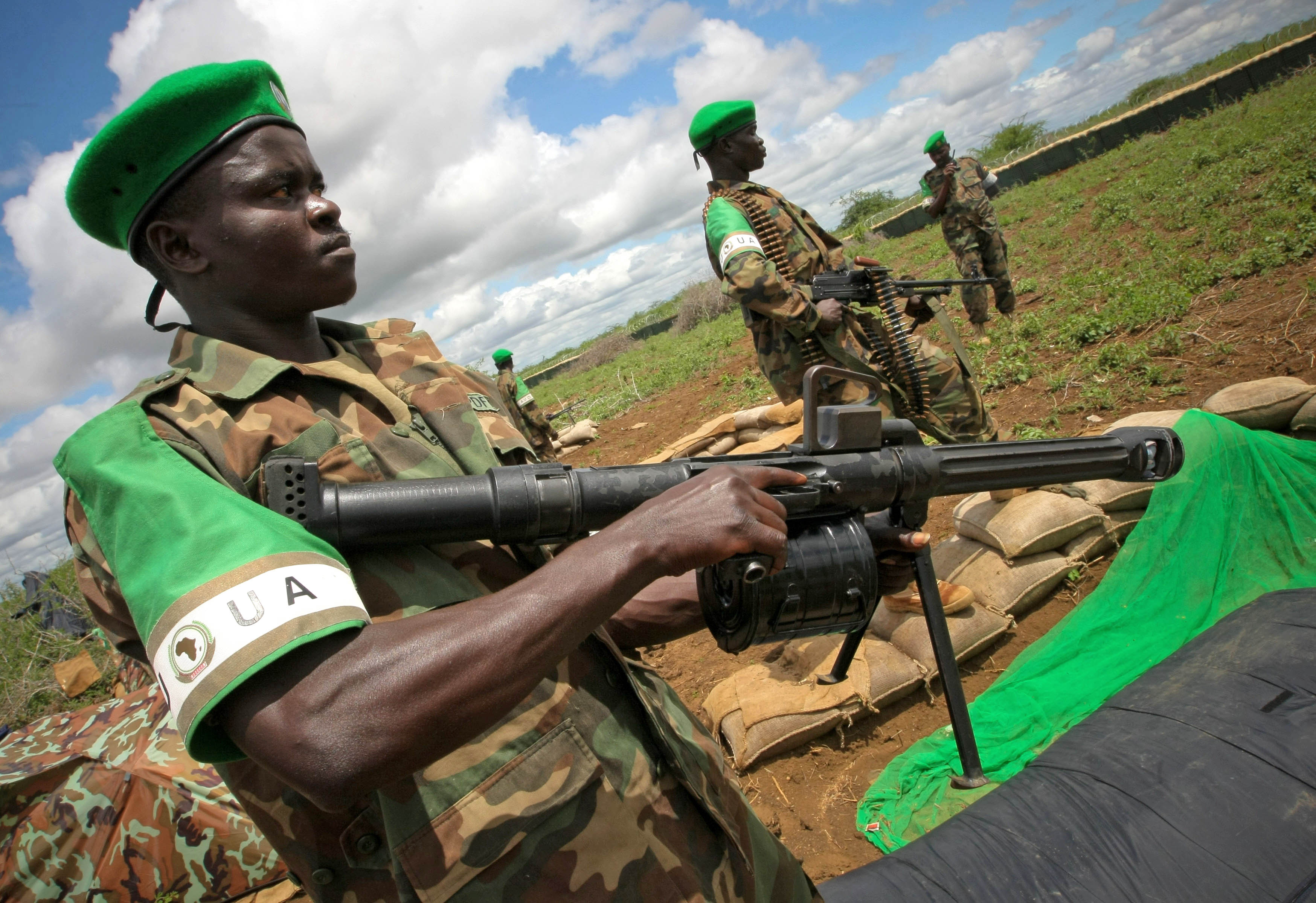
アフリカ連合ソマリア・ミッション（AMISOM）の兵士が持つ87式

- 中華人民共和国
- ボリビア[1][2]
- エチオピア[1]
- ナミビア[1]
- ニジェール[3]
- パキスタン[1]
- ソマリア[1]
- スーダン[4][1]
- タンザニア[1]
- ウガンダ[1]